# Смит, Джамар
Джамар Смит (англ. Jamar Smith; род. 7 апреля 1987, Пеория, штат Иллинойс, США) — американский профессиональный баскетболист, играющий на позиции атакующего защитника.

## Карьера
После окончания колледжа Смит играл в Летней лиге НБА 2010 года в составе «Миннесота Тимбервулвз».
27 сентября 2010 года Смит подписал однолетний не гарантированный контракт с «Бостон Селтикс», но через несколько дней был отчислен из команды.
30 октября стал игроком «Мэн Ред Клоз», фарм-клуба «Селтикс» в D-лиге. Несмотря на то, что Смит практически весь сезон играл с травмой ноги, его статистика в среднем составила 13,5 очков за игру.
В апреле 2011 года подписал контракт с «Гуайкериес де Маргарита». На 3 день после переезда в Венесуэлу у Джамара украли паспорт и ему пришлось покинуть команду и вернуться в США.
В августе 2011 года Смит стал игроком «Простеёва», где в среднем набирал 14,9 очка за игру.
31 июля 2012 года Смит вновь подписал контракт с «Бостон Селтикс» и выступал в составе команды в Летней лиге НБА 2012 года. Джамар принял участие в 4 предсезонных играх, и набирал в среднем 2,3 очка и 1,0 подбора за игру. В октябре «Селтикс» объявили о расторжении контракта со Смитом.
В октябре 2012 года подписал контракт с «Хапоэль» (Верхняя Галилея). В составе израильской команды в среднем набирал 14,3 очка, 3,2 подбора и 3,4 передачи за игру.
В июне 2013 года Смит перешёл в «Брозе».
В сезоне 2014/2015 Смит выступал за «Лимож» и стал чемпионом Франции.
В июне 2015 года Смит подписал контракт с «Уникахой» по схеме «1+1». По окончании сезона 2015/2016 Джамар и клуб договорились о продлении контракта на один год без повышения зарплаты. В составе испанской команды стал обладателем Еврокубка.
В июле 2017 года Смит перешёл в УНИКС.
В марте 2018 года Смит был признан «Самым ценным игроком» Единой лиги ВТБ по итогам месяца. Средние показатели Джамара в марте составили 23,0 очка, 3,5 подбора, 2,0 передачи и 27,5 баллов за эффективность действий.
По итогам регулярного сезона Единой лиги ВТЮ 2017/2018 Смит был признан «Лучшим шестым игроком».
В июне 2018 года подписал новый 2-летний контракт с УНИКСом.
24 января 2019 года стал известен состав команд на «Матч всех звёзд» Единой лиги ВТБ. По итогам голосования болельщиков и анкетирования СМИ, в котором приняли участие 20 изданий, Смит попал в состав команды «Звёзды Мира». В этом матче Джамар провёл на площадке 14 минут 18 секунд, за которые совершил 1 передачу, 1 подбор и 1 перехват.
В июле 2019 года Смит продлил контракт с УНИКСом ещё на 1 сезон. В Единой лиги ВТБ Джамар набирал в среднем 15,6 очка, 2,9 подбора и 3,6 передачи. В Еврокубке его средние показатели составили 15,2 очка, 2,0 подбора и 3,7 передачи.
16 февраля 2020 года, Смит во второй раз принял участие в «Матче всех звёзд» Единой лиги ВТБ. Проведя на площадке 17 минут 44 секунды, Джамар набрал 4 очка, 5 передач и 7 подборов.
В июле 2020 года Смит подписал с УНИКСом новый контракт по схеме «1+1».
4 ноября 2020 года, в 3 четверти матча группового этапа Еврокубка против клуба «Рейер Венеция» Смит реализовал четвертый трёхочковый в игре и побил рекорд турнира по реализованным трёхочковым, обойдя прошлого лидера – испанца Рафаэля Мартинеса, у которого было 223 точных дальних броска за карьеру в Еврокубке.
В январе 2021 года Смит во второй раз был признан «Самым ценным игроком» Единой лиги ВТБ по итогам месяца. В 6 матчах Джамар набирал 16,2 очка, 3,0 подбора, 2,2 передачи, 1,2 перехвата и 15,0 балла за эффективность действий.
14 февраля 2021 года, Смит в третий раз принял участие в «Матче всех звёзд» Единой лиги ВТБ. В этой игре Джамар провёл на площадке 19 минут 59 секунд и набрал 15 очков, 6 передач, 1 подбор и 2 перехвата.
В июне 2021 года Смит стал игроком «Бахчешехир Колежи». В сезоне 2021/2022 Джамар стал победителем Кубка Европы ФИБА и был признан «Самым ценным игроком» финала.
В июле 2023 года Смит перешёл в «Реджану».

## Личная жизнь
В интервью Sport24.ru Смит заявил, что готов получить российское гражданство и выступать за национальную команду: 
Конечно! Я не знаю ни одного баскетболиста, который бы отказался выступать за сборную России. Это команда с богатейшей историей, одна из лучших сборных мира, в который всегда выступали очень сильные игроки. У меня безграничное уважение и к команде, и к вашей стране. Уже тот факт, что я играю в одном чемпионате со многими игроками российской сборной, вызывает у меня восхищение»

## Достижения
- Обладатель Еврокубка: 2016/2017
- Серебряный призёр Еврокубка: 2020/2021
- Обладатель Кубка Европы ФИБА: 2021/2022
- Серебряный призёр Единой лиги ВТБ: 2020/2021
- Бронзовый призёр Единой лиги ВТБ: 2018/2019
- Чемпион Балканской лиги: 2012/2013
- Чемпион Франции: 2014/2015
- Серебряный призёр чемпионата России: 2020/2021
- Бронзовый призёр чемпионата России: 2018/2019